# Cavan (Côtes-d'Armor)
 Cavan  (en bretón Kawan) es una población y comuna francesa, situada en la región de Bretaña, departamento de Côtes-d'Armor, en el distrito de Lannion y cantón de La Roche-Derrien.

## Demografía
| 935 | 844 | 854 | 1025 | 1080 | 1132 | 1351 |
| Para los censos de 1962 a 1999 la población legal corresponde a la población sin duplicidades (Fuente: INSEE [Consultar]) |     |     |      |      |      |      |

## Personalidades asociadas a la localidad
- Pierre-Yvon Trémel (1946-2006)
  - Alcalde de Cavan (1977-2006)
  - Diputado de las Côtes-d'Armor (1988-1993)
  - Senador de las Côtes-d'Armor (1998-2006)
- Henri Avril, parlamentario durante la Tercera República Francesa